# Núñez de Balboa (métro de Madrid)

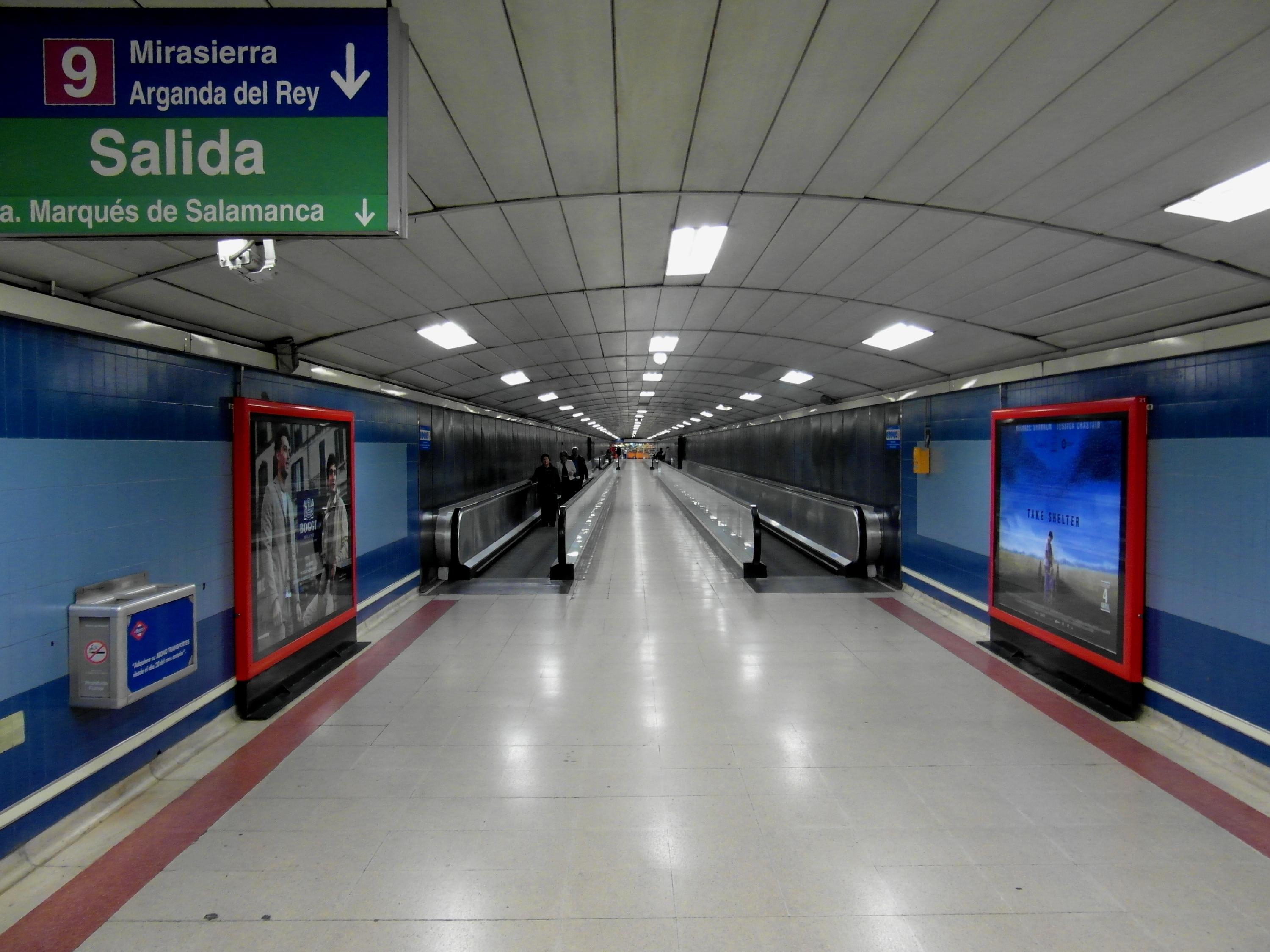
Couloir de correspondance de la station.

Núñez de Balboa est une station des lignes 5 et 9 du métro de Madrid, en Espagne.

## Situation
Sur la ligne 5, la station est située entre Diego de León à l'est, en direction de Alameda de Osuna et Rubén Darío à l'ouest, en direction de Casa de Campo. Elle est établie sous la rue Juan Bravo entre les rues Velázquez et Núñez de Balboa, dans l'arrondissement de Salamanca.
Sur la ligne 9, elle est située entre Avenida de América au nord, en direction de Paco de Lucía
et Príncipe de Vergara au sud, en direction de Arganda del Rey. Elle est établie sous la rue Príncipe de Vergara entre la place du Marquis de Salamanca et la rue Juan Bravo, dans l'arrondissement de Salamanca.
Elle possède deux voies et deux quais latéraux sur chaque ligne.

## Histoire
La station est ouverte le 2 mars 1970, lors de la mise en service d'une section de la ligne 5 entre Callao et Ventas,.
La station sur la ligne 9 est ouverte elle le 24 février 1986, lors de la mise en service d'une section entre Avenida de América et Sainz de Baranda.

## Service des voyageurs

### Accueil
La station possède neuf accès équipés d'escaliers et d'escaliers mécaniques, mais sans ascenseur. La liaison entre les deux lignes s'effectue par un long couloir équipé de tapis roulants.

### Intermodalité
La station est en correspondance avec les lignes d'autobus n°1, 9, 19, 29, 51, 52, 74, N2 et N4 du réseau EMT.